# Venizy
Venizy – miejscowość i gmina we Francji, w regionie Burgundia-Franche-Comté, w departamencie Yonne.
Według danych na rok 1990 gminę zamieszkiwały 743 osoby, a gęstość zaludnienia wynosiła 17 osób/km² (wśród 2044 gmin Burgundii Venizy plasuje się na 317. miejscu pod względem liczby ludności, natomiast pod względem powierzchni na miejscu 54.).